# 普斯科瓦河
57°49′31.12″N 28°19′34.64″E / 57.8253111°N 28.3262889°E

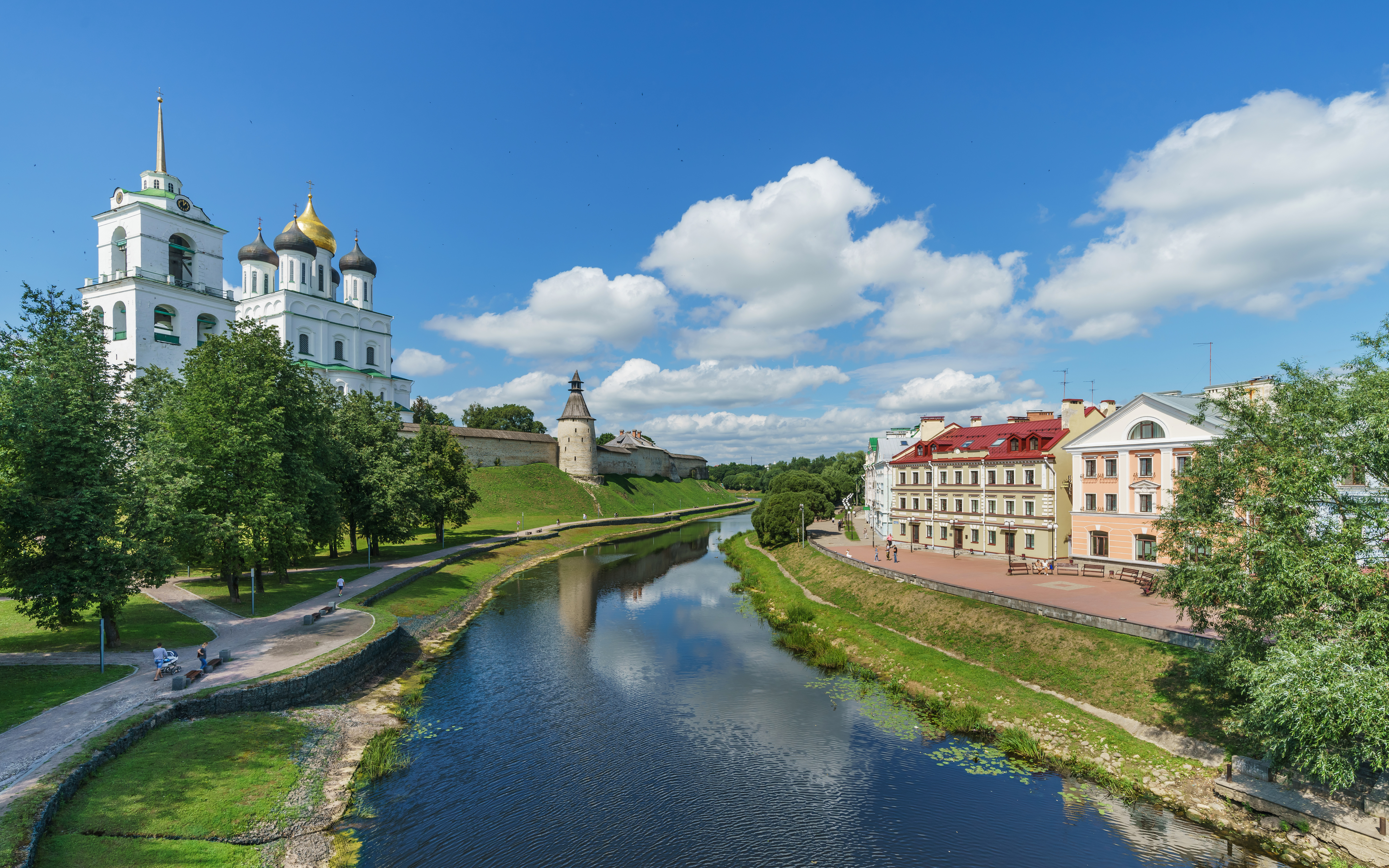

普斯科瓦河（俄语：Пскова），是俄羅斯的河流，位於該國西部普斯科夫州，屬於韋利卡亞河的右支流，河道全長102公里，流域面積1,000平方公里，河畔城鎮有普斯科夫。